# Suffolk
Pour les articles homonymes, voir Suffolk (homonymie).
Le Suffolk (prononcé en anglais : /ˈsʌfək/) est un comté de l'Angleterre de l'Est, constituant la partie méridionale de la région d'Est-Anglie. En 2018, la population comptait 758 556 habitants pour une superficie de 3 081 km2.

## Géographie
Le Suffolk a des frontières au nord avec le Norfolk, à l'ouest avec le Cambridgeshire et au sud avec l'Essex. Il est bordé à l'est par la mer du Nord. La capitale du comté est Ipswich et les autres villes importantes sont Lowestoft et Bury St Edmunds. La ville de Felixstowe est, quant à elle, l'un des plus grands ports de conteneurs d'Europe.
Le comté se trouve pour l'essentiel à basse altitude avec quelques collines. Ses terres sont largement constituées de zones humides et de terres arables. Le parc national The Broads se trouve dans le nord du comté. La côte du Suffolk est classée par le gouvernement britannique parmi les zones ayant une beauté naturelle extraordinaire (Area of Outstanding Natural Beauty).

## Histoire de l'art
Le célèbre peintre Thomas Gainsborough est né en 1727 à Sudbury, dans le Suffolk, cinquième fils d'un instituteur en relation avec le commerce de la laine. À l'âge de treize ans, il impressionne si bien son père par ses talents de dessinateur, qu’il peut partir pour Londres et y étudier l'art en 1740. Il revient en 1748-1749, et concentre alors son activité sur les portraits.

Gainsborough
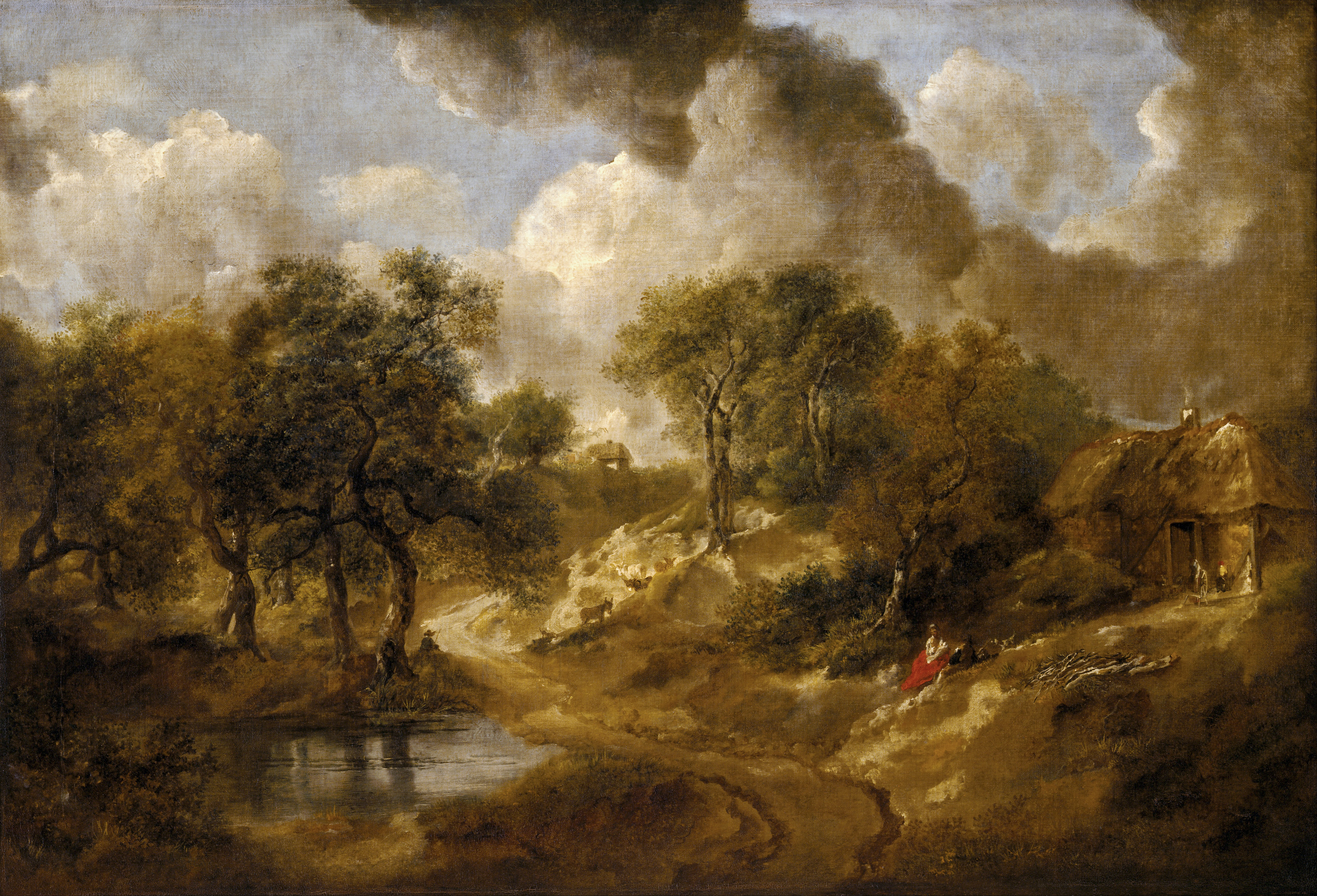
Paysage du Suffolk, v. 1748 Kunsthistorisches Museum, Vienne
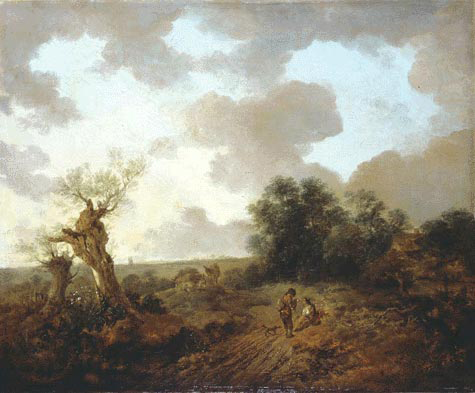
Paysage du Suffolk, 1754-1756 Musée d'art Kimbell, Fort Worth
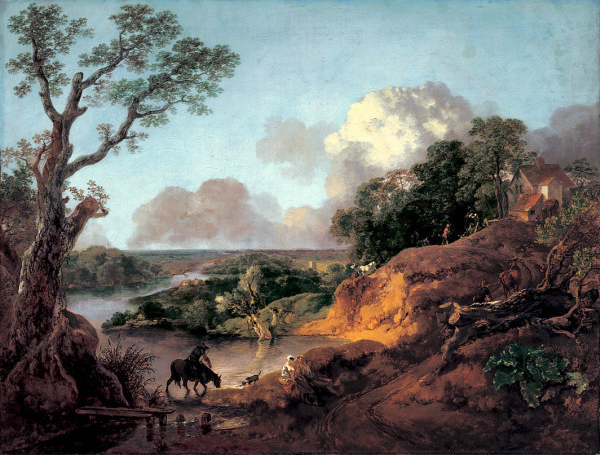
Vue du Suffolk, vers 1755 Musée d'art de Saint-Louis

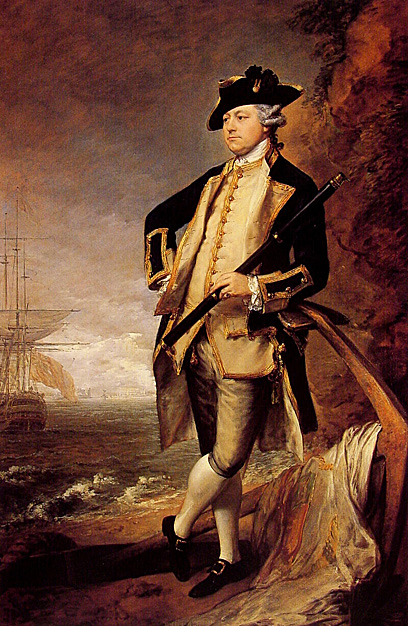
Augustus Hervey, 1767-1768
par Thomas Gainsborough
Ickworth, National Trust

Les Hervey de Ickworth sont issus du Suffolk et l'un d'eux Augustus Hervey est membre du Parlement britannique pour Bury St Edmunds. De 1763 à 1768, il est membre du Parlement britannique pour Saltash. En 1766 et 1767, il siège au cabinet du roi George III du fait de ses fonctions au Conseil privé d'Irlande. Il fait carrière dans la Navy, et de 1771 à 1775, il succède à Lord Peircy Brett comme Lord de l'Amirauté. Il est nommé Commandant en chef de la Mediterranean Fleet et vice amiral de l'escadre bleue en janvier 1778. De 1775 à sa mort, il est Pair de Grande-Bretagne et reprend de son père le titre de 3e Comte de Bristol. Thomas Gainsborough fera sont portrait en 1767-1768. Il est conservé à Ickworth par le National Trust.

### Benjamin Britten
Edward Benjamin Britten, né le 22 novembre 1913 à Lowestoft dans le Suffolk, et mort à 63 ans le 4 décembre 1976 à Aldeburgh, est un compositeur, chef d'orchestre, altiste et pianiste britannique. Mis à part un bref séjour aux États-Unis et ses différents voyages, il habitera toujours cette région anglaise qui inspirera nombre de ses œuvres.

## Politique

### Conseil du comté
Les habitants du Suffolk élisent un conseil de comté (Suffolk County Council), avec son siège à Ipswich, tous les quatre ans au système majoritaire. Les 75 sièges du conseil, jusqu'au 4 mai 2017, sont répartis de la manière suivante : 38 conservateurs, 15 travaillistes, 9 membres du UKIP, 7 libéraux-démocrates, 2 membres du parti écologiste et 4 indépendants.

### Districts

Carte des subdivisions du Suffolk.

De 1974 à 2019, le Suffolk est subdivisé en sept districts. Le 1er avril 2019, ce nombre est réduit à cinq avec la fusion de St Edmundsbury et Forest Heath pour créer West Suffolk, et la fusion de Waveney et Suffolk Coastal pour créer East Suffolk.
| No | Nom          | Chef-lieu       | Superficie (km2) | Population (est. 2011) |
| -- | ------------ | --------------- | ---------------- | ---------------------- |
| 1  | Ipswich      | Ipswich         | 39,4             | 137 532                |
| 2  | East Suffolk | Woodbridge      | 370,4            | 115 400                |
| 3  | Mid Suffolk  | Needham Market  | 871,1            | 102 493                |
| 4  | Babergh      | Hadleigh        | 595,2            | 91 401                 |
| 5  | West Suffolk | Bury St Edmunds | 1 035,0          | 178 881                |

### Circonscriptions
Le Suffolk comprend sept circonscriptions électorales :
| Nom | Nom                               | Nombre d'électeurs (2010) | Député                               |
| --- | --------------------------------- | ------------------------- | ------------------------------------ |
|     | Bury St Edmunds                   | 76 640                    | Jo Churchill (Parti conservateur)    |
|     | Central Suffolk and North Ipswich | 69 264                    | Daniel Poulter (Parti conservateur)  |
|     | Ipswich                           | 71 717                    | Sandy Martin (Parti travailliste)    |
|     | South Suffolk                     | 69 119                    | James Cartlidge (Parti conservateur) |
|     | Suffolk Coastal                   | 76 085                    | Therese Coffey (Parti conservateur)  |
|     | Waveney                           | 76 708                    | Peter Aldous (Parti conservateur)    |
|     | West Suffolk                      | 76 640                    | Matthew Hancock (Parti conservateur) |

## Divers
Il existe une race de chevaux de trait endémique de cette région, le Suffolk punch. De même, une race de brebis noires à laine blanche, la Suffolk, trouve son origine en ces terres.
Plusieurs navires de la Royal Navy ont porté le nom de HMS Suffolk d'après le nom de ce comté.
L'auteure de journal intime Elizabeth Bury (XVIIIe siècle) est originaire du Suffolk.
Le film The Bookshop de la réalisatrice espagnole Isabel Coixet se déroule dans le Suffolk des années 1950.